# Moritz von Knuth
Moritz von Knuth († vor 1600) war ein deutscher Amtmann.
Moritz von Knuth entstammte dem mecklenburgischen Uradelsgeschlecht Knuth. Er war der Sohn von Wentzloff von Knuth und dessen Frau Anna, geborene von Wülschen. Sein Bruder war der Amtmann von Wredenhagen, Joachim von Knuth. 1570 wurde Moritz zum Amtmann von Neukloster ernannt, 1574 schied er aus dem Amt aus und trat in die Dienste von Karl I. 1590 stiftete er die Kirche von Neukloster. Moritz galt als gelehrter Mann.

## Ehe und Nachkommen
Moritz von Knuth heiratete eine von Freyberg († etwa 1608). Aus der Ehe entstammten die Kinder Wentzel, Maria, Dorothea, Engel und Lucia.

## Vorfahren
| Moritz von Knuth Amtmann von Neukloster | Wentzloff von Knuth Herr auf Leizen | Ivan von Knuth Herr auf Leizen und Priborn | Wenzlav von Knuth                    |
| Moritz von Knuth Amtmann von Neukloster | Wentzloff von Knuth Herr auf Leizen | Ivan von Knuth Herr auf Leizen und Priborn | ?                                    |
| Moritz von Knuth Amtmann von Neukloster | Wentzloff von Knuth Herr auf Leizen | Sophia von Knuth, geb. von Lepel           | Oldewig von Lepel Herr auf Netzelkow |
| Moritz von Knuth Amtmann von Neukloster | Wentzloff von Knuth Herr auf Leizen | Sophia von Knuth, geb. von Lepel           | Anna von Lepel, geb. von Sanitz      |
| Moritz von Knuth Amtmann von Neukloster | Anna von Knuth, geb. von Wülschen   | ?                                          | ?                                    |
| Moritz von Knuth Amtmann von Neukloster | Anna von Knuth, geb. von Wülschen   | ?                                          | ?                                    |
| Moritz von Knuth Amtmann von Neukloster | Anna von Knuth, geb. von Wülschen   | ?                                          | ?                                    |
| Moritz von Knuth Amtmann von Neukloster | Anna von Knuth, geb. von Wülschen   | ?                                          | ?                                    |

## Weblink
- finnholbek: Moritz von Knuth.

| Personendaten    | Personendaten                        |
| ---------------- | ------------------------------------ |
| NAME             | Knuth, Moritz von                    |
| KURZBESCHREIBUNG | deutscher Amtmann                    |
| GEBURTSDATUM     | 15. Jahrhundert oder 16. Jahrhundert |
| STERBEDATUM      | vor 1600                             |